# Uracanthus tropicus
Uracanthus tropicus är en skalbaggsart som beskrevs av Lea 1916. Uracanthus tropicus ingår i släktet Uracanthus och familjen långhorningar. Inga underarter finns listade i Catalogue of Life.